# Банкрофт (Ајова)
Банкрофт (енгл. Bancroft) град је у америчкој савезној држави Ајова. По попису становништва из 2010. у њему је живело 732 становника.

## Демографија
Према попису становништва из 2010. у граду је живело 732 становника, што је -76 (-9.4%) становника више него 2000. године.
| Група             | 2000.       | 2010.       |
| Белци             | 796 (98,5%) | 723 (98,8%) |
| Афроамериканци    | 0 (0,0%)    | 1 (0,1%)    |
| Азијати           | 0 (0,0%)    | 0 (0,0%)    |
| Хиспаноамериканци | 10 (1,2%)   | 2 (0,3%)    |
| Укупно            | 808         | 732         |